# Jarosław Janicki
Jarosław Janicki (1966. július 6. –) háromszoros Európa-bajnok, világ- és Európa-bajnoki ezüstérmes lengyel ultramaratoni futó.

## Sikerei, díjai
100 km
- Világbajnokság
  - ezüstérmes: 1994,[2] 1996,[3] 2004,[4] 2008[5]
- Európa-bajnokság
  - aranyérmes: 1994,[6] 1995,[7] 1996[8]
  - ezüstérmes: 2008[9]

Bécs-Budapest Szupermaraton (352 km, 5 nap szakaszban)
- aranyérmes: 2005[10]

Bécs-Pozsony-Budapest Szupermaraton (320 km, 5 nap szakaszban)
- aranyérmes: 2006,[11] 2007,[12] 2008,[13] 2009[14]

50 mérföldes hegyi világbajnokság
- aranyérmes: 2007[15]

## Egyéni csúcsok
- Félmaraton: 1:09:55 (2002)
- Maraton: 2:19.39 (2002)
- 50 km: 3:06:12 (2011)
- 100 km: 6:22:33 (1995)
- 6 h: 91 270 m (2006)